# Ԇ (слово ћирилице)
Ԇ ԇ (Ԇ ԇ; укосо: Ԇ ԇ) је слово Молодцовљевог писма, варијанте ћирилице. Зове се Комско Џ. Коришћен је у писању на комском језику 1920-их. Потиче од ћириличног слова З.
Изговор слова на комском је [dzʲ]~[dʒʲ], као што је изговор ⟨дз⟩ у „подземље“ или ⟨џ⟩ у „буџету“.

## Рачунарски кодови
| Знак                      | Ԇ                                 | Ԇ                                 | ԇ                               | ԇ                               |
| ------------------------- | --------------------------------- | --------------------------------- | ------------------------------- | ------------------------------- |
| Назив у Уникоду           | CYRILLIC CAPITAL LETTER KOMI DZJE | CYRILLIC CAPITAL LETTER KOMI DZJE | CYRILLIC SMALL LETTER KOMI DZJE | CYRILLIC SMALL LETTER KOMI DZJE |
| Врста кодирања            | децимална                         | хексадецимална                    | децимална                       | хексадецимална                  |
| Уникод                    | 1286                              | U+0506                            | 1287                            | U+0507                          |
| UTF-8                     | 212 134                           | D4 86                             | 212 135                         | D4 87                           |
| Нумеричка референца знака | &#1286;                           | &#x506;                           | &#1287;                         | &#x507;                         |

## Слична слова
•Ђ ђ - Ћирилично слово Ђ;
•Đ đ - Латинично слово Đ;
•Џ џ - Ћирилично слово Џ;
•Dž dž - Латинично слово Dž.